# 卡罗尔·卡里奥拉
卡罗尔·艾达·卡里奥拉·奥利瓦（西班牙語：Karol Aída Cariola Oliva；1987年4月1日—）是智利的一个接生员和政治家。她是智利共产党的党员。她曾任康塞普西翁大学学生联合会主席（2010年—2011年）、智利共产主义青年总书记（2011年—2017年），是2011年智利学生示威游行的主要领导人之一。2014年起，她任代表独立市和雷科莱塔选区（第19选区）的智利众议院议员。2024年—2025年，任智利众议院主席。